# Fujio Yamamoto
Fujio Yamamoto (jap. 山本 富士雄 Yamamoto Fujio; ur. 27 maja 1966) – japoński piłkarz występujący na pozycji obrońcy.

## Kariera klubowa
Od 1990 do 1996 roku występował w klubach Urawa Reds, NKK i Bellmare Hiratsuka.